# Mom at Sixteen
Mom at Sixteen ist ein US-amerikanischer Fernsehfilm von Peter Werner, der am 21. März 2005 beim Sender Lifetime Premiere hatte.

## Handlung
Die 16-jährige Jacey Jeffries hatte kürzlich ihren Sohn Charley zur Welt gebracht. Anstatt ihn wie geplant zur Adoption freizugeben, entschied sie sich, ihn zu behalten. Ihre Mutter Terry gab vor, dass Charley ihr gehört, was Jacey ermöglichte, ein relativ normales Leben zu führen, während sie sich auf ihren Schulabschluss vorbereitet. Jacey hegte immer noch Gefühle für Charleys Vater, den College-Studenten Brad, und fühlte sich schuldig, weil Brad nicht wusste, dass Charley existierte. Ihre Versuche, Kontakt zu Brad aufzunehmen, scheiterten an ihrer eigenen Angst.
Als Jacey in der neuen Schule ankam, kritisierte sie während einer Klassendiskussion die Promiskuität von mehreren Schülern. Ihre Meinung veranlasste die Gesundheitslehrerin Donna Cooper, sich besonders für Jacey zu interessieren. Donnas Ehemann, der Schwimmtrainer Bob, überredete Jacey, dem Schwimmteam beizutreten. Jacey wurde ohnmächtig, nachdem sie Tranquilizer von ihrer Mutter gestohlen hatte, und landete im Krankenhaus. Donna und Bob konnten nicht schwanger werden und stellten am Boden zerstört fest, dass ihre letzte Runde bei der In-vitro-Fertilisation scheiterte.
Nachdem Donna Jacey mit Charley gesehen hatte, fragte Donna Jacey, ob Charley ihr Sohn ist. Obwohl Jacey gelogen hatte, waren andere Schüler Zeugen dieses Vorfalls und begannen zu glauben, dass Jacey Charleys Mutter ist, woraufhin Jacey schikaniert und ausgrenzt wurde. Als die Wahrheit schließlich ans Licht kam, begannen die anderen Schüler, Jaceys Heuchelei zu kritisieren. Bald besuchte Jacey eine Selbsthilfegruppe für jugendliche Mütter.
Nach einem weiteren Mobbing-Vorfall machte sich Jacey auf den Weg, um Brad zu besuchen. Nachdem sie den Tag zusammen verbrachten, erzählte Jacey Brad endlich von Charley. Brad reagiert unerfreulich auf die Nachricht und ging. Als Jacey nach Hause zurückkehrte, geriet sie in einen Streit mit Terry, der ihr sagte, sie sollte die Verantwortung für ihre Taten übernehmen und die Opfer wertschätzen, die Terry gebracht hatte, um ihr zu helfen. Jacey bat Donna um Rat, die sie davon überzeugte, Terry zu sagen, dass sie für Charley eine richtige Mutterfigur sein sollte.
Wochen später kam Brad bei Jacey zu Hause an, um sich zu entschuldigen und seine Beziehung mit ihr wiederherzustellen. Als Jacey jedoch erfuhr, dass Brads Eltern nur dann helfen würden, wenn ein DNA-Test durchgeführt würde, um zu beweisen, dass Brad der Vater ist. Damit fühlte Jacey sich betrogen und verließ ihn.
In der Schule hielt Jacey eine Rede über Sexualpädagogik und Teenagerschwangerschaften, wobei sie Beispiele ihrer Freunde aus der Selbsthilfegruppe verwendete. Ihre ehemaligen Mobber applaudierten ihr und zeigten Respekt vor ihrer Ehrlichkeit und Sensibilität. Jaceys Schwester Macy gab ihr eine DVD, die sie zusammengestellt hatte, damit Charley sie ansehen kann, wenn er älter wird. Nachdem Jacey und Terry es gemeinsam gesehen hatten, versöhtnen sich die beiden. Später erhielt Donna einen Anruf, dass sie und Bob die Genehmigung zur Adoption eines Babys erteilt wurde. Später entdeckten sie, dass es Charley ist, der von Terry und Jacey aufgegeben wurde, damit Charley das bestmögliche Leben hatte.
Fünf Jahre später bekamen Bob und Donna eine kleine Tochter. Charley begann seinen ersten Tag im Kindergarten in Anwesenheit von Jacey, Donna und Bob. Am Ende nahm Bob Charley auf, der vor der Kamera erzählte, dass Donna und Jacey zwar beide seine Mütter sind, aber für ihn war Jacey seine „besondere“ Mutter, weil er „der Einzige war, der wusste, wie sich ihr Herz in ihrem Inneren anfühlte“. Es wurde angedeutet, dass Donna und Bob das Paar waren, das Charley ursprünglich adoptieren wollte, bevor Jacey ihre Meinung änderte.

## Ausstrahlung
Der Fernsehfilm wurde bei seiner ersten Ausstrahlung am 21. März 2005 in den USA von rund 4,2 Millionen Zuschauern gesehen.